# Brattleboro
Brattleboro település az Amerikai Egyesült Államok Vermont államában, Windham megyében. Lakosainak száma 12 184 fő (2020. április 1.).

## Népesség
A település népességének változása:

| 2010 | 12 046 |
| 2020 | 12 184 |